# Thor Kristensen
Hans Thor Juul Kristensen (Visborg, 4 giugno 1980) è un canottiere danese.
Ha vinto una medaglia d'oro olimpica nel canottaggio alle Olimpiadi 2004 tenutesi ad Atene, in particolare nella specialità 4 senza pesi leggeri.